# Набокина, Анастасия Павловна
Анастасия Павловна Набокина (род. 14 февраля 1971, Москва, СССР) — польская балерина русского происхождения.

## Биография
Набокина родилась 14 февраля 1971 года в Москве. В 1981 году она поступила в Московскую государственную академию хореографии. В 17 лет она дебютировала на сцене в школьной постановке в роли Лизы из балета «Тщетная предосторожность» в Большом театре в Москве. После окончания учебы в 1990 году она активно участвовала в создании Театра Кремлёвского балета в качестве главной танцовщицы. Она работала с Екатериной Максимовой, Владимиром Васильевым и Ниной Тимофеевой.
В 1996 году она переехала в Варшаву, где стала ведущей балериной польского национального оперного театра «Вельки». В театре «Вельки» она появилась в роли Одетты-Одилии в постановке «Лебединое озеро» Ирека Мухамедова. Она также работала с Натальей Макаровой в её постановке «Баядерка» и Матсом Эком в его постановке «Кармен».